# Blue;s
Blue;s (stilizzato in BLUE;S) è l'ottavo EP del gruppo femminile sudcoreano Mamamoo. È stato pubblicato il 29 novembre 2018 da RBW e distribuito da LOEN Entertainment. 
L'EP contiene sei tracce, incluso il singolo Wind Flower e la traccia solistica di Solar Hello.
Blue;s è il terzo EP del progetto delle Mamamoo 4 seasons, 4 colors.

## Tracce
1. From Autumn to Winter – 1:37 (Kim Do-hoon)
2. No More Drama – 3:11 (Do-hoon, Moonbyul, Solar)
3. Wind Flower – 3:57 (testo: Do-hoon, Moonbyul, Park Woo-sang – musica: Do-hoon, Woo-sang)
4. Solar – Hello – 3:17 (Solar)
5. Better Than I Thought – 3:23 (testo: Moonbyul, Lee Hoo-sang – musica: Hoo-sang)
6. Morning – 4:05 (testo: Moonbyul, Woo-sang – musica: Woo-sang)

## Classifiche

### Classifiche settimanali
| Classifica (2018) | Posizione massima |
| ----------------- | ----------------- |
| Corea del Sud     | 7                 |

### Classifiche di fine anno
| Classifica (2018) | Posizione |
| ----------------- | --------- |
| Corea del Sud     | 99        |